# 페트로글리프
페트로글리프 게임즈(Petroglyph Games)는 웨스트우드 스튜디오가 폐쇄된 후 2003년에 창립된 미국의 게임 개발사이다.

## 개발한 게임
- 스타워즈 엠파이어 엣 워 2006년
- 스타워즈 엠파이어 엣 워 포스 오브 커렙션 2006년
- 유니버스 엣 워: 어스 어썰트 (2007년)
- 팬저 제너럴: 얼라이드 어썰트 (2010년 2월), 엑스박스 라이브 아케이드 (2009년 10월)
- 팬저 제너럴: 러시안 어썰트 (2010년 8월)
- 가디언스 오브 그라시아 (2010년)
- 히어로스 오브 그라시아 (2010년)
- Mytheon (2010년)
- 엔드 오브 네이션스 (2011년)
- 라이즈 오브 임모탈스 (2011년)